# Pato Donald (revista em quadrinhos)
Pato Donald (originalmente O Pato Donald) é uma revista em quadrinhos da Disney brasileira, do personagem de mesmo nome, publicada ininterruptamente desde 1950 até junho de 2018 pela Editora Abril (mais recentemente por sua subsidiária Abril Jovem). Foi a segunda revista a ser lançada pela Abril (a primeira foi Raio Vermelho, quando a Editora Abril se chamava Primavera) e foi considerado o mais duradouro título de quadrinhos do Brasil.
A partir de 2019, passou a ser publicada pela editora Culturama.

## História
Em 1949, inspirado pelo irmão que publicava quadrinhos Disney na Argentina, o italiano Victor Civita se mudou para o Brasil para fundar uma editora. Em maio de 1950 criou a Editora Primavera, que publicava uma revista com quadrinhos italianos intitulada Raio Vermelho. Em julho rebatizou a companhia como Editora Abril. A primeira equipe da editora tinha seis funcionários, incluindo o escritor de ficção científica e roteirista de uma radionovela, Jerônimo Monteiro, como editor, e a jornalista francesa Micheline Frank, trazida da empresa de César Civita na Argentina, na seção de piadas.
O número um de Pato Donald surgiu em 12 de julho de 1950. Com uma capa desenhada pelo argentino Luis Destuet, na qual o pato contracenava com o papagaio Zé Carioca, a edição tinha 40 páginas e teve 82 370 exemplares distribuídos. Dentro, apenas oito páginas eram coloridas - as quatro primeiras e as quatro últimas - com o resto em traço verde sem preenchimento. Todas as histórias eram importadas - incluindo a primeira parte de O Segredo do Castelo, de Carl Barks - trazidas da Argentina após terem sido originalmente publicadas na Europa e Estados Unidos, e tinham seus quadrinhos adaptados e os filmes raspados para substituir os letreiros em espanhol. A revista logo se tornou líder do mercado.
Originalmente a revista era mensal, e em tamanho maior do que as revistas em quadrinhos atuais, no formato conhecido com "americano" (20x26 cm). Em 8 de Abril de 1952, a revista O Pato Donald #22 adotou o formatinho, também chamado de formato pato.
Após suas vinte e uma primeiras edições, a revista tornou-se semanal; com o surgimento da revista Zé Carioca, em 1961, passou a ser quinzenal, alternando-se com esta nas bancas semana sim, semana não. As duas publicações também passaram a adotar a mesma numeração, ficando Pato Donald com os números pares e Zé Carioca dando seguimento aos números ímpares da sequência.
Em 1959, Jorge Kato desenhou "Papai Noel por acaso", a primeira história Disney feita inteiramente no Brasil.
Em 1970, a revista atingiu o número 1 000. Em 1985, a partir do número 1751, as numerações das revistas Pato Donald e Zé Carioca se tornaram independentes. O Pato Donald experimentou um breve período de frequência mensal, voltando a ser quinzenal no fim dos anos 1980. No início dos anos 1990 houve um curto período de frequência semanal, com o objetivo de ultrapassar a numeração do Zé Carioca e chegar primeiro à edição 2 000 (o que aconteceu em 1993). Já a revista do papagaio brasileiro atingiu essa marca em 1994, o que foi comemorado em edição especial que celebrava também a Copa do Mundo de futebol nos Estados Unidos, que ocorreria no mesmo ano.
Depois de 68 anos, a Editora Abril encerrou sua publicação da revista Pato Donald com a edição de nº 2481, lançada em julho de 2018. Em março de 2019, a revista passou a ser publicada pela editora gaúcha Culturama.